# A Brief History of Time (film)
Pour plus de détails, voir Fiche technique et Distribution.
A Brief History of Time est un film américain sorti en 1991.

## Synopsis
Ce documentaire est une biographie du physicien Stephen Hawking.

## Fiche technique
- Titre français : A Brief History of Time
- Réalisation : Errol Morris
- Musique : Philip Glass
- Pays d'origine : États-Unis
- Format : Couleurs - 35 mm - 1,85:1 - Dolby
- Genre : biographie, Documentaire
- Durée : 80 minutes
- Date de sortie : 1991